# 11e cérémonie des Gérard de la télévision
Les Gérard de la télévision 2017 est la onzième édition des Gérard de la télévision, une cérémonie parodique qui récompense chaque année les « pires » produits et personnalités du paysage audiovisuel français (PAF). Elle est a deuxième cérémonie des Gérard de la télévision à se dérouler en fin d'année télévisuelle (mai-juin).
La cérémonie a lieu le 5 juin 2017 au théâtre du Point-Virgule à Paris, et est diffusée en direct sur la chaîne Paris Première.

## Palmarès et nominations

### Gérard de l'animateur tellement petit qu'il pourrait prendre sa douche dans une cafetière
- David Pujadas (France 2)

### Gérard de l’émission où l’interviewer fait semblant d’être ton pote, alors qu’en réalité tout ce qu’il veut c’est que tu chiales façoncarwashen parlant de tes onze ans, quand ton tonton te faisait faire tagada tagada sur ses genoux en sachant qu’il n’avait pas de pantalon et que neuf mois plus tard tu as dû accoucher dans une cave en cachette et qu’aujourd’hui tu reverses l’intégralité de l’argent de la CAF pour payer le SDF qui assure le babysitting pendant que tu termines péniblement le redoublement de ta classe de sixième
- Frédéric Lopez dans Mille et une vies (France 2)

### Gérard du bonhomme
- Bernard de la Villardière (M6)

### Gérard du titre de fiction française qui veut rien dire
- La Vengeance aux yeux clairs (TF1)

### Gérard de l'accident industriel
- Cinq à sept avec Arthur (TF1)

### Gérard de la gâchette
- Delphine Ernotte

### Gérard de l'animateur qui fait un carton mais qui a l'air de dormir dessus
- Olivier Delacroix

### Gérard de l'émission où ça sent des pieds
- Vestiaires (France 2)

### Gérard de l'émission où ça sent la chatte
- Miss France (TF1)

### Gérard de l'émission où on touche des boules
- Motus (France 2)

### Gérard de la star télé dont on peut toujours prononcer le nom tout en pratiquant une fellation
- Laurie Cholewa
  - Cyril Hanouna
  - Elise Lucet
  - Nagui

### Gérard dufast and furious, on veut du speed, du fissa, du ça urge sa mère
- Appels d'urgence (NT1)

### Gérard de l'émission dont le concept se résume à du mobilier rouge
- Vivement dimanche prochain (France 2)

### Gérard de l'émission dont le titre donne l'impression que c'est un migrant qui la présente
- SOS : Ma famille a besoin d'aide (NRJ 12)
  - Bienvenue à l'hôtel (TF1)
  - Bienvenue au camping (TF1)
  - Fourchette et sac à dos (Numéro 23)
  - À l'état sauvage (M6)

### Gérard de l'animateur qui devrait changer d'émission pour être plus raccord avec son nom de famille
- Ophélie Meunier, qui serait mieux à la présentation de La Meilleure Boulangerie de France
  - Jean-Baptiste Boursier, qui serait mieux à la présentation de Capital
  - Patrick Sauce, qui serait mieux à la présentation de Top Chef
  - François-Xavier Ménage, qui serait mieux à la présentation de C'est du propre !
  - Laurence Ferrari, qui serait mieux à la présentation de Turbo
  - Bertrand Renard, qui serait mieux à la présentation de 30 millions d'amis
  - Vincent Cerutti, qui serait mieux à la présentation de La mode, la mode, la mode

### Gérard de la fiction française dont le titre te fait croire que ça va être un peu érotique jusqu'à ce que tu découvres le casting
- La Stagiaire... avec Michèle Bernier (France 3)
  - Baisers cachés... avec Patrick Timsit (France 2)
  - La Bonne Dame de Nancy... avec Véronique Genest (France 3)
  - Le Secret d'Élise... avec Sophie Mounicot (TF1)
  - La Loi de Gloria... avec Victoria Abril (France 3)

### Gérard de l'animatrice cuisine tellement maigre qu'elle a l'air de vomir toutes ses recettes
- Virginie Guilhaume dans Qui sera le prochain grand pâtissier ? (France 2)
  - Julie Andrieu dans Les Carnets de Julie (France 3)
  - Toutes les animatrices de Très, très bon (Paris Première)
  - Mercotte dans Le Meilleur Pâtissier (M6)

### Gérard de l'émission qui s'est pas trop foulée au niveau de son titre
- C'est une émission politique. L'Émission politique (France 2)
  - C'est à midi et y a du sport. Midi Sport (Canal+)
  - C'est Jean-Jacques Bourdin et il est en direct.  Bourdin Direct (BFM TV)
  - Y a des chiffres, y a des lettres. Des chiffres et des lettres (France 3)
  - C'est Canteloup. C'est Canteloup (TF1)

### Gérard du ça sent pasbuenopour la suite de ta carrière
- Jean-Marc Morandini
  - Jean-Marc Morandini, dans Morandini Live pendant une semaine sur iTELE et qui déclenche une grève de 31 jours
  - Jean-Marc Morandini, coupé à l'image pour ne le garder qu'en voix off dans Crimes sur NRJ 12
  - Jean-Marc Morandini, dans Morandini Live qui ne revient pas après le lancement de CNews alors qu'on lui avait dit que oui
  - Jean-Marc Morandini, qui disparaît de la webcam du Grand direct des médias sur Europe 1

### Gérard du chroniqueur politique qui cumule les mandats
- Christophe Barbier dans C dans l'air sur France 5, 24h en questions sur LCI, Première édition sur BFM TV, au théâtre dans Tous présidents avec Marc Jolivet, au café du coin, à l'arrêt de bus, même sous la couette avec ta femme
  - Bruno Jeudy dans C dans l'air sur France 5, 24h en questions sur LCI, BFM Politique sur BFM TV
  - Yves Thréard dans C dans l'air sur France 5, 24h en questions sur LCI, Galzi jusqu'à minuit sur CNews
  - Jérôme Béglé dans 19h Ruth Elkrief sur BFM TV, Langue de bois s'abstenir sur C8, C à vous sur France 5, L'heure des pros sur CNews

### Gérard de l'animateur qui a prêté allégeance à la dèche
- Daniela Lumbroso
  - Patrick Sabatier
  - Alexandre Debanne
  - Charly et Lulu
  - Philippe Risoli
  - Julien Lepers
  - Christian Morin

### Gérard de l'animateur à l'emploi tellement fictif qu'on pourrait l'appelerPénélope
- Mouloud Achour, pour l'ensemble de sa carrière (Canal+)
  - Karine Ferri, dans The Voice (TF1)
  - Sidonie Bonnec, dans Tout le monde a son mot à dire (France 2)
  - Pierre Lescure, dans C à vous (France 5)
  - Vanessa Burggraf, dans On n'est pas couché (France 2)

### Gérard de la grossière contrefaçon qu'on n'oserait même pas vendre àVintimilleni brader à la sauvette àBarbès
- Cyrille Eldin, contrefaçon de Yann Barthès dans Le Petit Journal (Canal+)
  - Vanessa Burggraf, contrefaçon de Léa Salamé dans On n'est pas couché (France 2)
  - Sophie Ferjani, contrefaçon de Valérie Damidot dans D&CO (M6)
  - Pascal Maquin, contrefaçon de Pascal Soetens dans Pascal, le grand frère (NT1)

### Gérard de l'animatrice
- Enora Malagré
  - Alessandra Sublet
  - Sandrine Quétier
  - Anne-Sophie Lapix
  - Karine Le Marchand
  - Amanda Scott

### Gérard de l'animateur
- Cyril Hanouna
  - Frédéric Lopez
  - Arthur
  - Yann Barthès
  - Laurent Ruquier
  - Nikos Aliagas

### Source
- Benjamin Meffre, « Les Gérard de la télévision 2017 : Les premiers nommés » sur PureMédias, 12 mai 2017